# Le Mépris
Le Mépris is een Frans-Italiaanse film uit 1963 onder regie van Jean-Luc Godard, gebaseerd op het boek Il disprezzo van Alberto Moravia.

## Verhaal
Schrijver Paul Javal wordt door producent Jeremy Prokosh ingehuurd om regisseur Fritz Lang te helpen met het schrijven van het script voor diens verfilming van Homerus' Odyssee. Door een misverstand met zijn vrouw Camille (zij zou al dan niet ingegaan zijn op de avances van Prokosh) verbreekt deze hun relatie en slaat haar liefde voor hem om in verachting. 

## Rolbezetting
| Acteur          | Personage             |
| --------------- | --------------------- |
| Brigitte Bardot | Camille Javal         |
| Michel Piccoli  | Paul Javal            |
| Jack Palance    | Jeremy Prokosh        |
| Fritz Lang      | Als zichzelf          |
| Jean-Luc Godard | Fritz Langs assistent |
| Giorgia Moll    | Francesca Vanini      |

## Achtergrond
In die tijd werd er bezuinigd op de Franse film. Godard heeft deze film door een Amerikaan laten financieren. De geldschieter Joseph E. Levine stelde wel als voorwaarde dat Brigitte Bardot een van de hoofdrollen kreeg. Het zag ernaar uit dat de film in Nederland niet vertoond zou worden, het was al geen groot succes in Frankrijk geweest, aldus De Telegraaf van 25 maart 1965. De Nederlandse première was rond die tijd in het Leidseplein Theater (toen bioscoop). 

## Bijzonderheden
In tegenstelling tot het boek legde Godard de nadruk op de man-vrouwverhouding. De film laat iedere rol zijn/haar eigen taal spreken. Palance spreekt Engels, Lang Duits etc. Er loopt constant een vertaalster met de spreker in beeld. Godard was een groot bewonderaar van de regisseur Fritz Lang. In de slotscène is dan ook Lang in de regisseursstoel te vinden met een jonge man achter zich, een jonge Godard. De film begint met een lang shot van cameraman Raoul Coutard over en bespreking van het naakte lichaam van Camille Javal (Bardot). Camille wordt vergeleken met Penelope uit de Odyssee.

## Trivia
In het nummer It's not enough op het album Endless Wire van de Britse rockband The Who komen de volgende zinnen voor: Like Brigitte Bardot, In Godard's Les Mepris (sic), I can't love you enough. Tekstschrijver Pete Townshend verklaart in het cd-boekje dat Le Mépris hem inspireerde bij het schrijven van de lyrics.